# Вільяв'єха-де-Єльтес
Вільяв'єха-де-Єльтес (ісп. Villavieja de Yeltes) — муніципалітет в Іспанії, у складі автономної спільноти Кастилія-і-Леон, у провінції Саламанка. Населення — 929 осіб (2010).
Муніципалітет розташований на відстані близько 240 км на захід від Мадрида, 70 км на захід від Саламанки.

## Демографія
Динаміка населення (INE ):